# Питу, Алекси
Алекси Пауль Питу (рум. Alexi Paul Pitu; 5 июня 2002, Карлсруэ, Германия) — румынский футболист, нападающий клуба «Дюнкерк».

## Карьера
Начинал карьеру в Академии Георге Хаджи. C 2018 по 2021 год выступал за «Вииторул». В основном составе дебютировал 12 июля 2018 года в матче 1 квалификационного раунда лиги Европы против «Расинга». Алекси вышел на поле на 86-й минуте игры вместо Яниса Хаджи.

## Международная карьера
В 2023 году в составе молодёжной сборной Румынии Питу принял участие в молодёжном чемпионате Европы. На турнире он сыграл в матче группового этапа против Испании.